# ComScore
ComScore est une entreprise américaine d'analyse publicitaire basée à Reston en Virginie.

## Histoire
En septembre 2015, ComScore acquiert pour 771 millions de dollars l'entreprise américaine Rentrak, spécialisée dans l'analyse des téléspectateurs.